# 普朗什里讷
普朗什里讷（法語：Plancherine，法語發音：[plɑ̃ʃʁin]）是法国萨瓦省的一个市镇，属于阿尔贝维尔区。

## 地理
普朗什里讷（45°39'55"N, 6°18'59"E）面积6.86 平方千米，位于法国奥弗涅-罗讷-阿尔卑斯大区萨瓦省，该省份为法国东部省份，历史上为薩伏依的一部分，北起上萨瓦省，西接伊泽尔省和安省，南部和东部与上阿尔卑斯省和意大利接壤。
与普朗什里讷接壤的市镇（或旧市镇、城区）包括：雅尔西、梅屈里、韦朗斯阿尔韦、法韦日-塞特内。

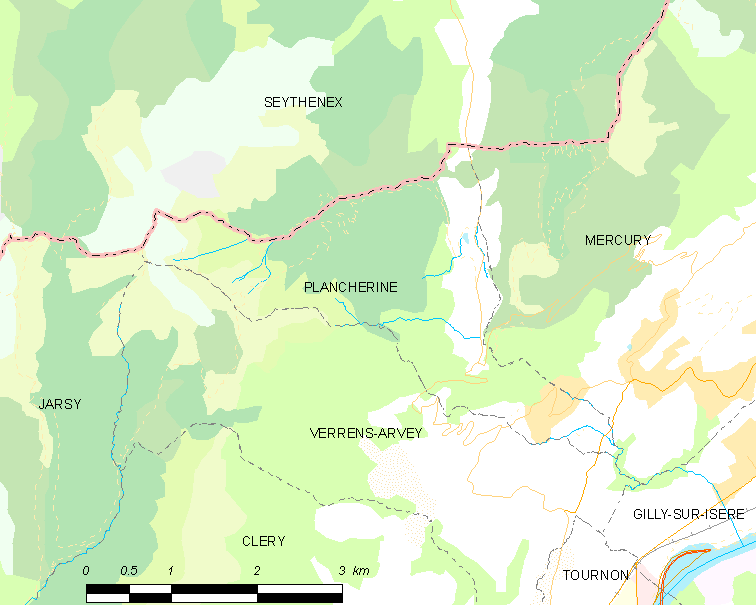
普朗什里讷的OSM定位图

普朗什里讷的时区为UTC+01:00、UTC+02:00（夏令时）。

## 行政
普朗什里讷的邮政编码为73200，INSEE市镇编码为73202。

## 政治
普朗什里讷所属的省级选区为阿尔贝维尔第二县。

## 人口

1962-2008年间普朗什里讷人口变化图示

普朗什里讷于2022年1月1日时的人口数量为462人。